# Jason Kenney

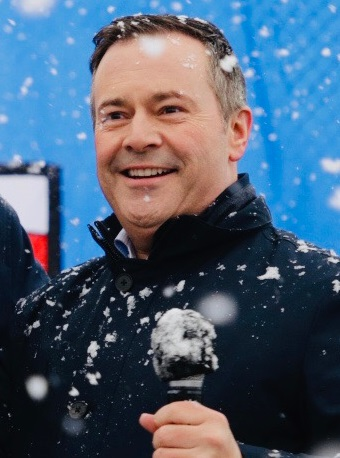
Jason Kenney

Jason Kenney (* 30. Mai 1968 in Oakville, Ontario) ist ein kanadischer Politiker. Von 2017 bis 2022 führte er die United Conservative Party in Alberta und war dabei seit April 2019 der 18. Premierminister von Alberta. Ebenfalls von 2017 bis 2022 war er Mitglied der Legislativversammlung von Alberta.
Kenney wuchs in Wilcox (Saskatchewan) auf. Er hatte zwei ältere Brüder. Er besuchte die St. Michaels University School und dann in Wilcox die römisch-katholische Privatschule, deren Präsident sein Vater war. Dann studierte er Philosophie an der University of San Francisco, machte aber keinen Abschluss.
1997 wurde er für die Reformpartei Kanadas in das Unterhaus gewählt und war bis 2006 in der Opposition. Für Stockwell Day schrieb er Reden. 2006 wurde er ernannt zum Sekretär von Stephen Harper. 2007 wurde er ernannt zum Minister für Multikultur und kanadische Identität. 2008 wurde er Minister für Einwanderung, Flüchtlinge und Staatsbürgerschaft. 2013 war er Minister für Arbeit und soziale Entwicklung. 2007 und 2014 nahm er an der Bilderberg-Konferenz teil. 2015 wurde er Minister für Verteidigung. Nachdem seine Partei die Unterhauswahl 2015 verloren hatte, ging er in die Opposition.
2002 wurde ihm die Queen Elizabeth II Golden Jubilee Medal übergeben. 2012 wurde ihm die Queen Elizabeth II Diamond Jubilee Medal übergeben.
Mitte Mai 2022 gab Kenney seinen Rückzug vom Amt des Parteiführers bekannt. Vorangegangen war eine Umfrage unter den Mitglieder, in der er für seine Politik nur 51,4 Prozent Zustimmung erhalten hatte.